# Piotrowice (powiat rycki)
Piotrowice – wieś w Polsce położona w województwie lubelskim, w powiecie ryckim, w gminie Stężyca.
W latach 1975–1998 miejscowość należała administracyjnie do województwa lubelskiego.
Wieś jest sołectwem w gminie Stężyca. Według Narodowego Spisu Powszechnego z roku 2011 wieś liczyła 258 mieszkańców.
Piotrowice są siedzibą parafii św. Jakuba Apostoła.